# Gurania nervosa
Gurania nervosa är en gurkväxtart som beskrevs av José Cuatrecasas. Gurania nervosa ingår i släktet Gurania och familjen gurkväxter. Inga underarter finns listade i Catalogue of Life.